# Shelley Lubben
Shelley Lubben (Pasadena, 18 de maio de 1968 - Springville, 9 de fevereiro de 2019) foi uma ex-atriz porno estadunidense, da década de 1990, que presidiu uma associação humanitária chamada Pink Cross Foundation, que ajuda pessoas com traumas relacionados ao sexo e pornografia.
A ex-atriz chegou a ganhar o prêmio revelação de melhor filme pornô. Entre 1993-1994 fez mais de 30 filmes com o nome de Roxy.

## Biografia
Durante os primeiros oito anos da vida de Shelley, a sua família ia a uma igreja evangélica. Contudo, quando fez nove anos as coisas mudaram muito para Shelley e a sua família. Eles foram para uma pequena cidade.
Quando adolescente, Shelley afundou-se no álcool e no sexo com a idade de 16 anos. Os seus anos de adolescência foram cheios de constante reclamação e discussão. E seus pais a colocaram para fora de casa quando fez 18 anos.
Shelley acabou por ir parar a San Fernando Valley sem dinheiro nem comida. E acabou entrando na prostituição para conseguir sobreviver. Trabalhou como prostituta e dançarina exótica na Califórnia do Sul durante oito anos. Ao trabalhar como prostituta engravidou, tendo tido assim a sua primeira filha, Tiffany, com a idade de 20 anos.
Depois de alguns anos como mãe solteira e de trabalhar como prostituta e dançarina, Shelley começou a beber exageradamente tendo desenvolvido uma terrível dependência do álcool e das drogas. Mais tarde ela envolveu-se na indústria de filmes para adultos. Contudo foi infectada com herpes, uma doença incurável e sexualmente transmissível. Tentando um suicídio mais tarde. A partir de então foi aos poucos abandonando a prostituição e a pornografia.
Em 1994 Shelley conheceu Garrett, seu atual marido. Ele tinha 22 anos de idade. Casando-se em Fevereiro de 1995. Pouco tempo depois seu marido perdeu o emprego e acabou se alistando no Exército dos EUA. Shelley engravidou e deu à luz uma menina, Teresa, em 1997. Mais tarde conheceram a igreja chamada "Centro Campeão" em Tacoma, Washington. Em Novembro de 1999, Shelley deu à luz outra filha, Abigail.
Lubben morreu em 9 de fevereiro de 2019, em Springville, Califórnia, aos 50 anos de idade.